# Tommaso Russo
Tommaso Russo (Marcianise, 31 de agosto de 1971) es un deportista italiano que compitió en boxeo. Ganó una medalla de oro en el Campeonato Mundial de Boxeo Aficionado de 1991, en el peso medio.

## Palmarés internacional
| Campeonato Mundial | Campeonato Mundial | Campeonato Mundial | Campeonato Mundial |
| Año                | Lugar              | Medalla            | Categoría          |
| ------------------ | ------------------ | ------------------ | ------------------ |
| 1991               | Sídney (Australia) | Medalla de oro     | 75 kg              |